# Asigliano Veneto
Asigliano Veneto là một đô thị tại tỉnh Vicenza ở vùng Veneto, Ý.
Đô thị này có diện tích 8  km², dân số là 937 người (thời điểm 28 tháng 2 năm 2007)